# Loves Park
Loves Park è un comune degli Stati Uniti d'America, situato nello Stato dell'Illinois, nella contea di Winnebago e in una piccola parte nella contea di Boone.